# Verfassungsmäßige Ordnung
Die verfassungsmäßige Ordnung ist ein Rechtsbegriff aus dem Verfassungsrecht. Die genaue juristische Bedeutung des Begriffs unterscheidet sich je nach dem rechtlichen Zusammenhang.
Der Rechtsbegriff der verfassungsmäßigen Ordnung hat in verschiedenen Vorschriften des deutschen Rechts unterschiedlichen Sinngehalt. Im Grundgesetz (GG) wird er in den Grundrechtsvorschriften der Art. 2 Abs. 1 und Art. 9 Abs. 2 GG sowie in Art. 20 Abs. 3 und Art. 20a GG ausdrücklich verwendet.
Art. 2 Abs. 1 GG gewährleistet die allgemeine Handlungsfreiheit, die in erster Linie von der verfassungsmäßigen Ordnung beschränkt wird. Im Sinn dieser Vorschrift versteht man darunter die Summe aller formell und materiell rechtmäßigen Rechtsnormen, also die gesamte Normenpyramide von verfassungsgemäßen Bundesgesetzen bis hinunter zu verfassungsgemäßen Gemeindesatzungen. Die Leitentscheidung zu dieser Auslegung ist das sogenannte Elfes-Urteil des Bundesverfassungsgerichts. Das Urteil zum Sammlungsgesetz stellt klar, dass auch Eingriffe in die allgemeine Handlungsfreiheit unter dem Grundsatz der Verhältnismäßigkeit stehen.
Art. 9 GG verbürgt die Vereinigungsfreiheit. Eine ihrer Schranken ist die verfassungsmäßige Ordnung. Damit ist hier wegen der sachlichen Zusammengehörigkeit mit Art. 18 und Art. 21 Abs. 2 GG die freiheitliche demokratische Grundordnung gemeint, also die grundlegende demokratische Gesellschaftsordnung des Grundgesetzes. Der Rechtsbegriff geht damit weniger weit als in Art. 2 GG, wo er sämtliche rechtmäßigen Gesetze erfasst, und ihm kommt demgegenüber eine andere Bedeutung zu, indem es sich jeweils um verschiedene Normadressaten handelt.
Im Rahmen von Art. 20 Abs. 3 GG und Art. 20a GG werden unter der Bezeichnung der verfassungsmäßigen Ordnung alle Normen des Grundgesetzes verstanden, die sogenannte Verfassung im formellen Sinne.